# Melicope bakeri
Melicope bakeri är en vinruteväxtart som beskrevs av Thomas Gordon Hartley. Melicope bakeri ingår i släktet Melicope och familjen vinruteväxter. Inga underarter finns listade i Catalogue of Life.